# 롤라 드웨르
롤라 드웨르(Lola Dewaere, 1979년 12월 4일 ~ )는 프랑스의 배우이다.

## 출연 작품
- 911-피자 (2016)
- 민스 알로르! (2012)